# Denemarken op het Eurovisiesongfestival 2019

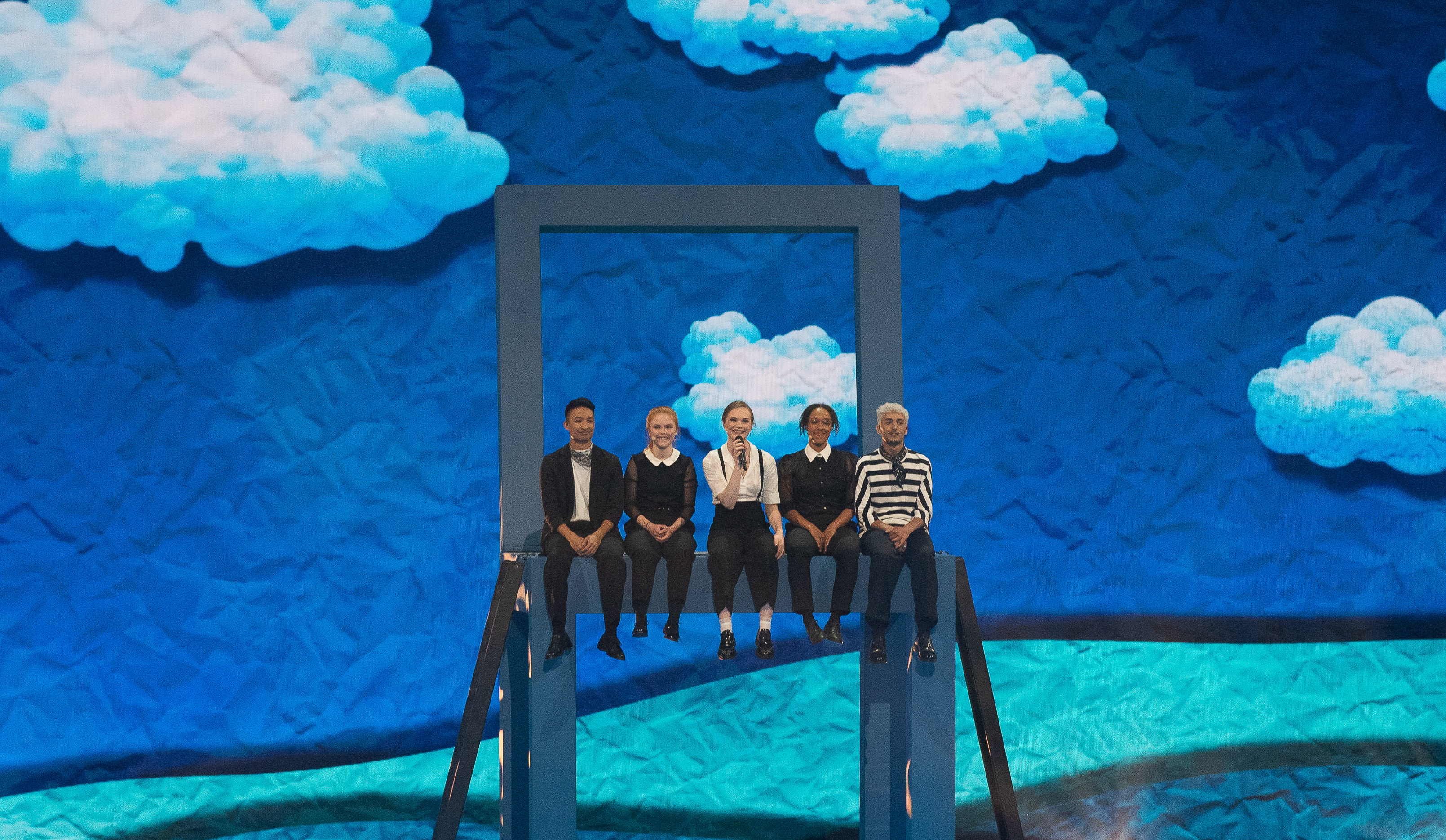
Leonora tijdens de repetities in Tel Aviv.

Denemarken nam deel aan het Eurovisiesongfestival 2019 in Tel Aviv. De Deense omroep DR was verantwoordelijk voor de inzending. Het lied en de artiest werd gekozen door de nationale voorronde Dansk Melodi Grand Prix.

## Dansk Melodi Grand Prix 2019
Dansk Melodi Grand Prix werd gehouden op 23 februari 2019. Het bestond uit een finale met tien deelnemers, waarvan er drie door gingen naar de superfinale, op dezelfde dag.
| Finale – 23 februari 2019 | Finale – 23 februari 2019 | Finale – 23 februari 2019      | Finale – 23 februari 2019 |
| Volgorde                  | Artiest                   | Liedje                         | Resultaat                 |
| ------------------------- | ------------------------- | ------------------------------ | ------------------------- |
| 1                         | Simone Emilie             | "Anywhere"                     | Afgevallen                |
| 2                         | Jasmin Gabay              | "Kiss Like This"               | Afgevallen                |
| 3                         | Rasmus Faartoft           | "Hold My Breath"               | Afgevallen                |
| 4                         | Marie Isabell             | "Dancing with You in My Heart" | Afgevallen                |
| 5                         | Sigmund                   | "Say My Name"                  | Superfinalist             |
| 6                         | Humørekspressen           | "Dronning af baren"            | Afgevallen                |
| 7                         | Julie & Nina              | "League of Light"              | Superfinalist             |
| 8                         | Teit Samsø                | "Step It Up"                   | Afgevallen                |
| 9                         | Leonora                   | "Love Is Forever"              | Superfinalist             |
| 10                        | Leeloo                    | "That Vibe"                    | Afgevallen                |

| Superfinale – 23 februari 2019 | Superfinale – 23 februari 2019 | Superfinale – 23 februari 2019 | Superfinale – 23 februari 2019 | Superfinale – 23 februari 2019 | Superfinale – 23 februari 2019 | Superfinale – 23 februari 2019 | Superfinale – 23 februari 2019 | Superfinale – 23 februari 2019 |
| Volgorde                       | Artiest                        | Liedje                         | Jury 50%                       | Jury 100%                      | Televote 50%                   | Televote 100%                  | Percentage                     | Plaats                         |
| ------------------------------ | ------------------------------ | ------------------------------ | ------------------------------ | ------------------------------ | ------------------------------ | ------------------------------ | ------------------------------ | ------------------------------ |
| 1                              | Sigmund                        | "Say My Name"                  | 14%                            | 28%                            | 9%                             | 18%                            | 23%                            | 3                              |
| 2                              | Julie & Nina                   | "League of Light"              | 12%                            | 24%                            | 23%                            | 46%                            | 35%                            | 2                              |
| 3                              | Leonora                        | "Love is forever"              | 24%                            | 48%                            | 18%                            | 36%                            | 42%                            | 1                              |

De finale werd gewonnen door Leonora met haar liedje Love is forever. Volgens de bookmakers zou het erom spannen over Denemarken de finale ging halen.

## In Tel Aviv
Denemarken moest optreden in de tweede finale. Tijdens het optreden klom Leonora op een grote stoel. Daar verschenen later twee dansers en twee achtergrondzangeressen op, met op de achtergrond zonnestraaltjes en wolkjes. In de halve finale trad Leonora op als zevende, na Ester Peony uit Roemenië en voor John Lundvik uit Zweden. In de halve finale werd ze tiende, waardoor ze naar de finale mocht, met één punt verschil van de nummer elf.
In de finale trad Leonora als zesde op, na Sergej Lazarev uit Rusland en voor Serhat uit San Marino. In de finale werd ze twaalfde, met 120 punten. Ze kreeg 51 punten van de televoters, van de jury's kreeg ze er 69. Denemarken kreeg één keer de twaalf punten, van de Italiaanse jury.
Albanië · Armenië · Australië · Azerbeidzjan · België · Cyprus · Denemarken · Duitsland · Estland · Finland · Frankrijk · Georgië · Griekenland · Hongarije · Ierland · IJsland · Israël · Italië · Kroatië · Letland · Litouwen · Malta · Moldavië · Montenegro · Nederland · Noord-Macedonië · Noorwegen · Oostenrijk · Polen · Portugal · Roemenië · Rusland · San Marino · Servië · Slovenië · Spanje · Tsjechië · Verenigd Koninkrijk · Wit-Rusland · Zweden · Zwitserland
1956 · 1957 · 1958 · 1959 · 1960 · 1961 · 1962 · 1963 · 1964 · 1965 · 1966 · 1967 · 1968 · 1969 · 1970 · 1971 · 1972 · 1973 · 1974 · 1975 · 1976 · 1977 · 1978 · 1979 · 1980 · 1981 · 1982 · 1983 · 1984 · 1985 · 1986 · 1987 · 1988 · 1989 · 1990 · 1991 · 1992 · 1993 · 1994 · 1995 · 1996 · 1997 · 1998 · 1999 · 2000 · 2001 · 2002 · 2003 · 2004 · 2005 · 2006 · 2007 · 2008 · 2009 · 2010 · 2011 · 2012 · 2013 · 2014 · 2015 · 2016 · 2017 · 2018 · 2019 · 2020 · 2021 · 2022 · 2023 · 2024 · 2025 · 2026
Zie ook: Junior Eurovisiesongfestival · Eurovision Choir · Eurovisiedansfestival · Eurovision Young Musicians · Eurovision Young Dancers